# 淡水エイ

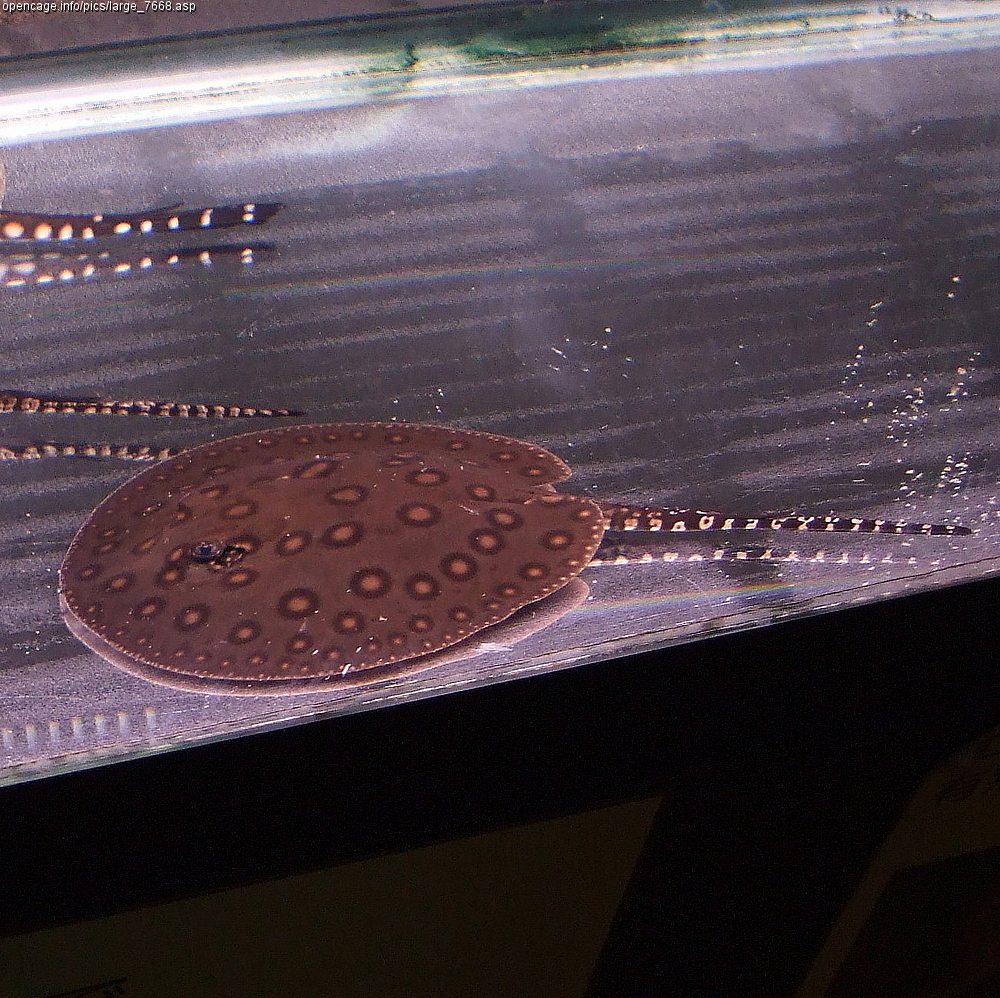
モトロ Potamotrygon motoro

淡水エイ（たんすいエイ）とは、淡水に生息するエイの総称。南米東半に固有のアマゾンタンスイエイ科の種や、東南アジアを中心に分布するアカエイ科のオトメエイ属（Himantura）、イバラエイ属（Urogymnus）の一部の種などがこれにあたる。特にアマゾンタンスイエイ科は形が面白いことや、同種内でも模様や色によって多くのバリエーションが存在することから観賞魚としての人気が高い。日本にもよく輸入されており、一般に淡水エイと言う場合の大部分はこの科のものである。変わったものではノコギリエイ科で淡水性のものがいる他、オーストラリアのバサースト湾には固有種として汽水性のガンギエイがいる。

## 主な種類

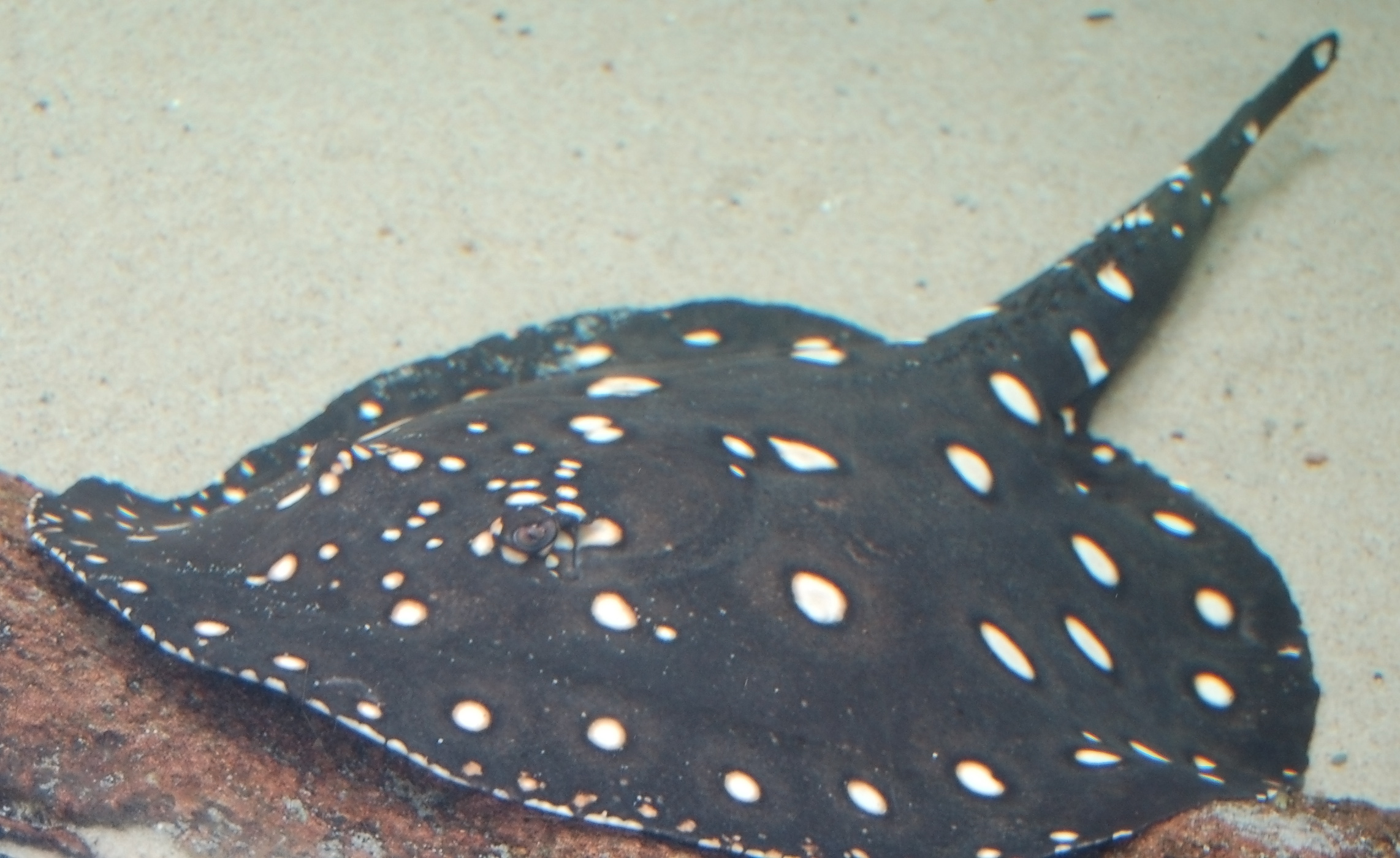
P. leopoldi

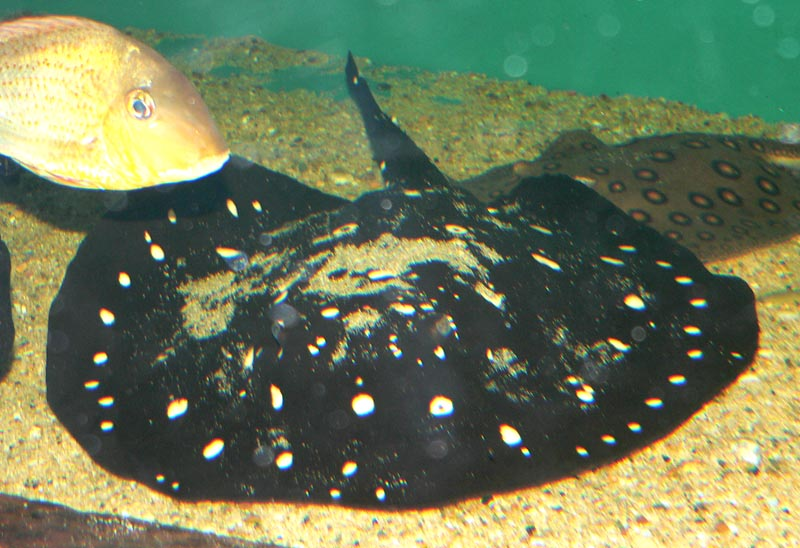
P. henlei

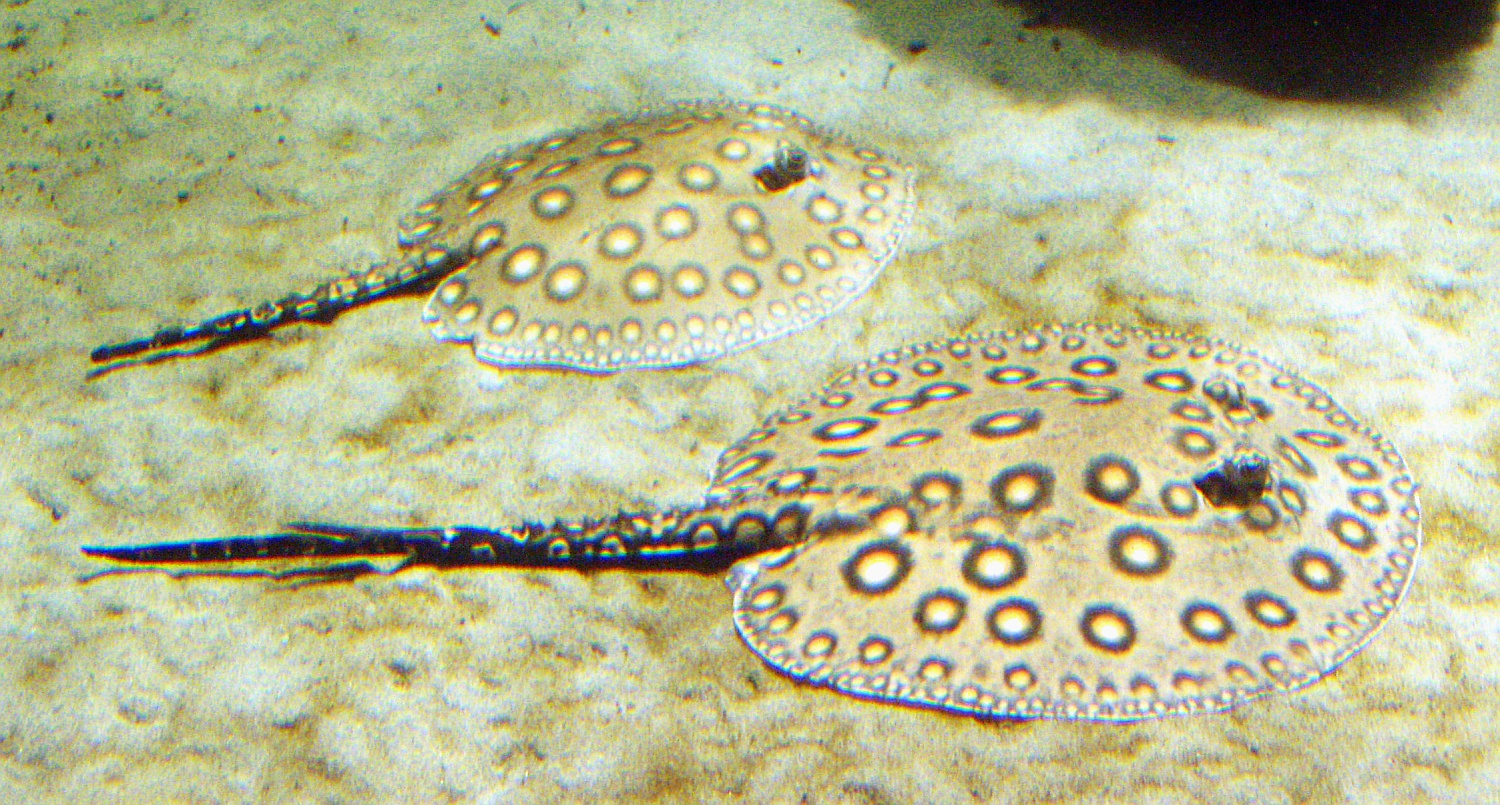
P. motoro

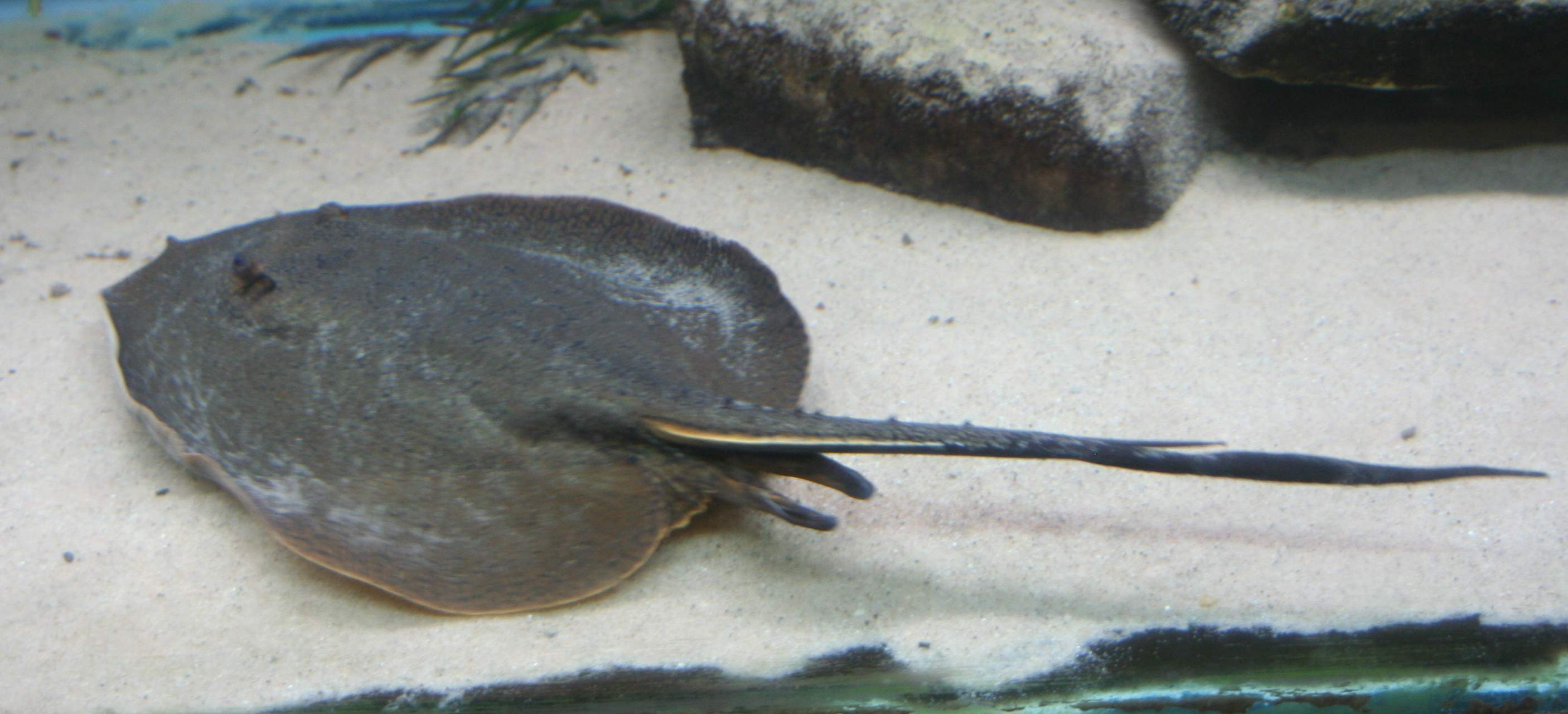
P. iwamae

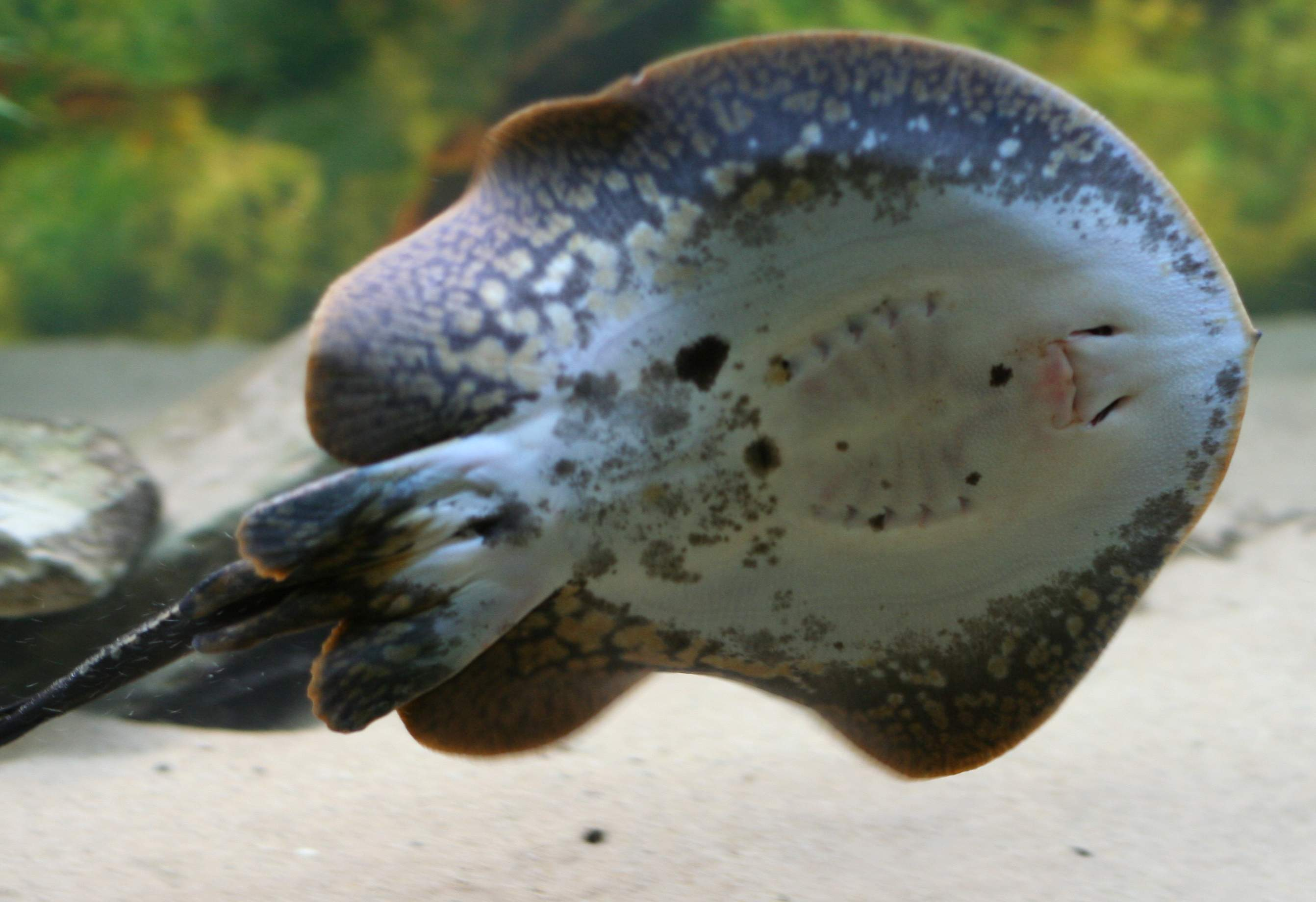
P. iwamae （腹面）

以下はヒマンチュラ・チャオプラヤを除き、全てアマゾンタンスイエイ科（ポタモトリゴン科）の種である。
ポタモトリゴン・ヒストリクス（アマゾンタンスイエイ）Porcupine river stingray
学名：Potamotrygon hystrix (Müller & Henle, 1841)
「アマゾン淡水エイ」として古くから知られているポピュラー種。淡水エイの中ではかなり安く購入できるが現地からの輸送状況が悪いため弱って日本に到着することが多く、しかも、十分なトリートメントが施されないことが多いため、「淡水エイの飼育は難しい」というイメージを受けることも多い。淡水エイ全体に言える事だが、弱ったり体調を崩した個体を回復させることは非常に難しいため導入時は勿論普段の飼育や取り扱いにも細心の注意が必要、他の観賞魚と比べ飼育難易度は明らかに高いためこのイメージはあながち間違いとはいえない。飼育管理の難しさから近年は目にする機会が減っている。
ポタモトリゴン・レオポルディ（ポルカドット・スティングレイ） Xingu River ray
学名：Potamotrygon leopoldi Castex & Castello, 1970
最大体盤長は60センチメートルを超える。ホワイトブロッチド・リバースティングレイともよばれ、黒い体に白いスポットが入る非常に人気のある種。丈夫で飼育の入門に向くとされる。1988年、小川芳夫により水玉の意を持つ「ポルカドット」と命名された。原産地からの輸入量は減る傾向にあるが、国内や東南アジアからのブリード個体が市場に出るようになってきている。
マンチャデオーロ Bigtooth river stingray
学名：Potamotrygon henlei (Castelnau, 1855)
最大体盤長は60センチメートルを超える。ポルカドットよりも細かいスポットを持つ人気のある種。比較的バリエーションがあり、ブラジルのトカンチンス川からアラグアイア川にかけて生息する。ポルトガル語で「黄金模様のある」という意味がある。
ポタモトリゴン・モトロ Ocellate river stingray
学名：Potamotrygon motoro (Müller & Henle, 1841)
古くからオレンジスポットタンスイエイ、サウスアメリカンリバースティングレイの名で親しまれてきた淡水エイの代表種。輸入量も多く、バリエーションに富み、淡水エイの中では比較的丈夫なことから、よく入門種とされている。しかし、最近はブラジル政府の政策によりブラジル便での入荷は減少傾向にある。ペルー便やコロンビア便のモトロも人気は高い。
マユゲエイ
学名：Paratrygon aiereba (Müller & Henle, 1841)
両眼の前方に太いラインがあり、上方から見ると眉毛のように見える模様を持つ種。体盤は楕円形で細長い尾を持つ。体色や模様は様々で、眉毛模様を持たない個体もある。神経質で飼育は難しいとされる。
アハイア・グランディ Short-tailed river stingray
学名：Potamotrygon brachyura (Günther, 1880)
淡水域に生息するエイで、怪魚界では「ブラキューラ」とも呼ばれる。自然界では体盤長2メートルを超える個体が存在する。日本への入荷は少ない。
プレシオトリゴン・イワマエ Long-tailed river stingray
学名：Plesiotrygon iwamae Rosa, Castello & Thorson, 1987
非常に長い尾を持つ小型種で、ロングテールレオパード・スティングレイとも呼ばれる。
ペルーに生息する。飼育は難しいとされる。
ヒマンチュラ・チャオプラヤ Giant freshwater stingray
学名：Urogymnus polylepis
淡水域に生息するエイでは最大級。タイでは「プラークラベーン」と呼ばれる。2009年2月27日には、250 - 450キログラムのものが発見されており、大きさは幅が2メートル、長さが2.1メートルあったが、尾は失われていた。尾が残っていれば、全長は4.5 - 5メートルと推測される。また、2008年3月には、チャチェンサオという町の近郊で、全長4.3メートルのものも発見されている。

## 突然変異個体
淡水種、海水種ともに体盤の一部が欠落した個体が出現することがある。吻部が欠落し、胸鰭が左右に分かれた個体はコウモリの姿を彷彿させることから「バットマン・スティングレイ」と呼ばれ、愛好家の間では高価で取り引きされる。

## 飼育方法
水槽
水槽のサイズは特別に大きかったり小さい種を除けば、120×60×45センチメートル以上の水槽が必要となる。現地の淡水エイは砂に潜ることが多いため、魚を落ち着かせるために底砂を敷くのは有効だが、メンテナンス性ではベアタンクが優れる。水質に非常に敏感なため濾過装置は出来るだけ強力なものが望ましい。オーバーフローが最適だが、そうでない場合には上部濾過装置に外部濾過装置を組み合わせるなどして濾過機能を高める必要がある。
餌
基本的に生き餌を好むが、人工飼料を食べないわけではない。栄養、衛生面で人工飼料の方が優れる。
繁殖
水槽での飼育においても外見から雌雄の判別が容易で、雌雄のペアが揃えば比較的容易に繁殖させることが可能であり、モトロを始めとした複数の種類で繁殖の成功が報告されている。卵胎生であるため、ある程度成長した子供が直接生まれてくる。
諸注意
エイの尾の棘には毒があるので、素手で取り扱うのは止めておくのが無難である。

## 毒棘
尾の付け根の棘の両側には鋸状の歯があり、外皮鞘に毒腺が包まれている。棘が刺さると外皮鞘が破れ、毒が注入される。毒は複数のアミン酸からなる中性のタンパク毒で、刺された場合40℃程度の熱いお湯、食塩水に患部をつけ熱分解させることで痛みをある程度緩和できる。激しい痛み、発汗、めまいなどの症状の他、時には呼吸困難や痙攣を引き起こすこともあるため、医療機関へ行くことが望ましい。
安全に取り扱う為には、棘に伸縮性のあるチューブを被せる、棘を切断してしまうといった手段がある。棘は切断しても数ヶ月で再生する。